# Ray Frank

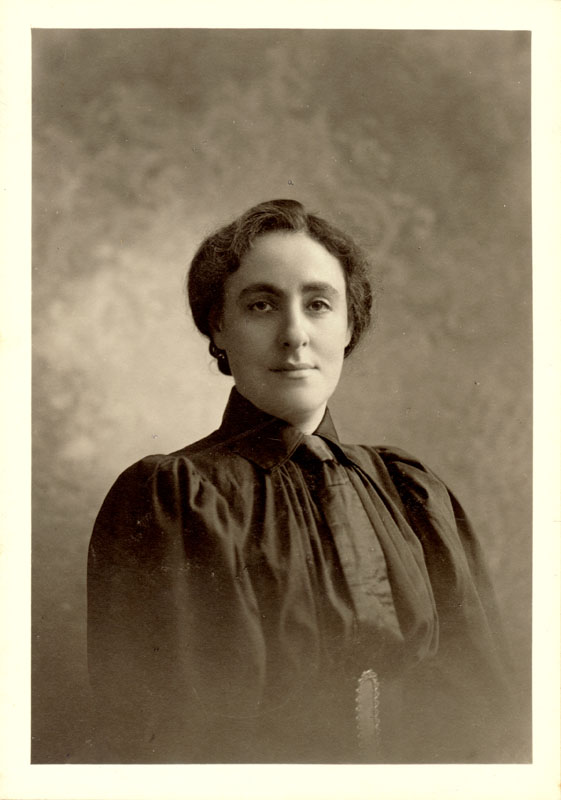
Ray Frank-Litman. 1900. (The American Jewish Historical Society)

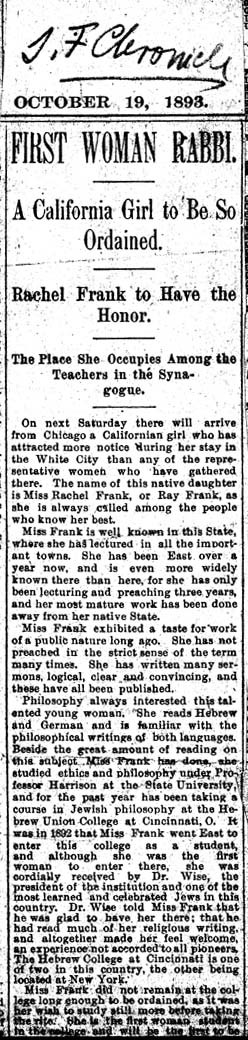
Artikel des San Francisco Chronicle vom 19. Oktober 1898 mit einem Bericht zu Franks Ordination als erste Rabbinerin der USA.

Rachel („Ray“) Frank (* 10. April 1861 in San Francisco, Kalifornien; † 10. Oktober 1948) war eine prominente Persönlichkeit im Judentum der USA.

## Leben
Frank war die Tochter der jüdisch-polnischen Einwanderer Bernard und Leah Frank. Als junge Frau unterrichtete sie Bibelstudien und jüdische Geschichte an der Sabbatschule der First Hebrew Congregation of Oakland. Dort trat sie als Rednerin in der Öffentlichkeit auf und wurde in der jüdischen Gemeinschaft Kaliforniens bekannt. Zu ihren Schülerinnen gehörte Gertrude Stein, zu ihren Schülern Judah Leon Magnes. Zur selben Zeit arbeitete Frank als Korrespondentin für Zeitungen in San Francisco und Oakland. Sie veröffentlichte zahlreiche Beiträge in jüdischen Presseorganen der USA. 
Im Herbst 1890 besuchte Frank Spokane im Bundesstaat Washington. Dort wurde sie um eine Predigt zu Rosch ha-Schana gebeten. Ihre leidenschaftliche Predigt machte einen tiefen Eindruck auf die anwesenden Christen und Juden. Sie war die erste offizielle Predigerin der USA, womit sie ihre Karriere als „the Girl Rabbi of the Golden West“ begann, die dazu beitrug, den Frauen im Judentum neue Wege zu eröffnen. Sie wollte zwar keine Rabbinerin werden, aber ihre Handlungen zwangen das Judentum der USA zum ersten Mal, die Frauenordination ernsthaft in Erwägung zu ziehen.
Schließlich verbrachte Frank die 90er Jahre mit Reisevorträgen an der ganzen Westküste. B’nai-B’rith-Logen, Lesegesellschaften und Frauengruppen waren ihre Ansprechpartner. Sie predigte in reformjüdischen wie orthodoxen Synagogen, wirkte offiziell an Gottesdiensten mit und las aus der Schrift. Sie wurde in Zeitungen unzutreffenderweise als erste Rabbinerin bezeichnet, man bot ihr auch mehrere Kanzeln an, aber Frank bestand darauf, dass sie niemals den Wunsch gehabt habe, ordiniert zu werden.
Die neugegründeten jüdischen Gemeinden trugen sehr wahrscheinlich zu Franks Erfolg bei. Hätten auch hier traditionsreiche alte Einrichtungen und eine eingewurzelte Führungsschicht bestanden, dann hätte sie niemals Gelegenheit zur Predigt bekommen. Ihre gelegentliche Predigttätigkeit öffnete ein Tor, wenn auch nur ein wenig, für den langen Weg der Jüdinnen zu öffentlichen religiösen Führungsrollen.

## Sekundärliteratur
- Simon Litman: Ray Frank Litman: A Memoir. In: Studies in American Jewish history. #3. American Jewish Historical Society, New York 1957.
- R. Clar and W.M. Kramer: The Girl Rabbi of the Golden West. In: Western States Jewish History. 18, 1986, S. 91–111, 223–236, 336–351.
- Ellen Umansky: Ray Frank. In: Michael Berenbaum, Fred Skolnik (Hrsg.): Encyclopaedia Judaica. Band 7. 2. Auflage.Macmillan Reference USA, Detroit 2007, S. 193–194.
- Pamela Susan Nadell: Women Who Would Be Rabbis: a history of women's ordination, 1889–1985. Beacon Press, Boston 1998.
- Fred Rosenbaum: San Francisco-Oakland: The Native Son. In: William M. Brinner, Moses Rischin: Like All the Nations? The Life and Legacy of Judah L. Magnes. State University of New York Press, 1987, ISBN 0-88706-507-4.